# Ganadería hermanos Margalef Sanjuan
La ganadería Hnos. Margalef Sanjuan es una ganadería de reses bravas situada en Amposta, provincia de Tarragona. Pertenece a Paco, Pepe, Xavi i Rosa Palmer Margalef. Es la ganadería más antigua de Cataluña y muy importante dentro del festejo popular, concretamente en la zona del mediterráneo.
Su primera actuación tuvo lugar en la localidad de Amposta, Tarragona, en el año 1885. Esta ganadería pertenece a la Asociación de Ganaderías de Lidia (AGL) desde el 1952.
Según consta en la Asociación de Ganaderías de Lidia, la ganadería de Hnos. Margalef Sanjuan pasta en las fincas de Rampaire y Lo racó de Sèneca, en el término municipal de Amposta (Tarragona). La divisa de la ganadería es azul y blanca; sin señal en la oreja, siendo así orejisanas en ambas.

## Historia de la ganadería
En 1833 José Margalef Vidal compra por encargo de José Huget, su suegro, un lote de 24 vacas, un semental, un eral y un cabestro al ganadero Nazario Carriquiri de Navarra; llegando así a las 150 cabezas de ganado. Tras la muerte del señor José Huget la ganadería pasó a manos de su hija Cinta Huget. Esta falleció en 1901 y la dejó a cargo de su marido José Margalef Vidal.
En el año 1903, a través de Cristóbal Peris, se adquieren 12 vacas de Tamaron. Posteriormente también se incorporó un lote de Lozano.  
Con el inicio de la guerra civil, en el año 1936, la ganadería fue confiscada, pero Francisco Margalef Sanjuan y el pastor, conocido como Lo Besso de la Ràpita, quitaron las esquilas a las vacas y las soltaron en la sierra del Montsià. Al finalizar la guerra pudieron rescatar 35 reses que se recuperaron en la Illa de Rius (Delta del Ebro). Posteriormente se adquirió un semental de Nicasio Casas de La Rioja, un lote de vacas de Vicent de Godoy de Alfara de Carles y otro lote del señor Serós de Horta de San Juan. Con la muerte del señor José Margalef, la ganadería pasa a manos de Francisco, José María y Rosa Margalef. Esta última decide vender su parte a sus dos hermanos.
En el 1952 la ganadería ingresa en la Asociación de Ganaderías de Lidia. En torno a los años sesenta, la ganadería lidió varias novilladas en diversas localidades como Castellón, Tarragona, Gerona o Alcañiz. También lidiaron en Ínca y Felanich (Islas Baleares) donde tuvieron que transportar sus reses en estructuras de madera cargadas en barcos. Finalmente optaron por dedicarse exclusivamente al festejo popular.
En el año 1986 josép Palmer Alcón sustituye a su suegro Francisco Margalef Sanjuan. Durante ese año adquiere un lote animales procedentes del Ros de Benicarló. Más tarde, en el 1994 compra la ganadería de Ángel Cruzans, la cual procedía de los Hnos. Margalef.
Durante el último siglo la ganadería actuó en varias poblaciones de Cataluña, Teruel, Valencia y Castellón.
En el año 2005 un brote de brucelosis obliga al ganadero a sacrificar toda la vacada. Ese mismo año los hermanos Paco, Pepe y Xavi, los hijos de josép Palmer, toman las riendas de la ganadería. Deciden adquirir un lote de vacas de José María Arnillas (La Rebomba), el cual tenía procedencia de Nicasio Casas, otro lote de los Hnos. Maylin (Encaste Nogue) y uno más a Manolo Beltran. Además adquirieron 15 vacas de la ganadería La Masà y 15 más a José Luis Cuartero (Casta Navarra). Desde el 2005 las reses de la ganadería pastan en el Rampaire (Amposta), en El racó de Séneca (Amposta) y en L’aiguacera (Alcanar) contribuyendo así la gestión del ecosistema en el parque natural del Delta del Ebro.
Durante esta última etapa la ganadería actuaciones destacables en relación con los festejos populares. Entre ellas podemos citar dos victorias consecutivas en el concurso de ganaderías de Amposta en los años 2008 y 2009. También resaltar las actuaciones en Puzol, en 2010 y 2011, en las cuales se proclamaron campeones los dos años consecutivos. Además también se proclamaron campeones del concurso de ganaderías de Segorbe en el 2010. En este tiempo destacaron los toros Coronel, Cerrajero, Llavero, Calcetero y Guapito entre otros. Por lo que respecta a las vacas despuntaron Loca, Pantera, Mejicana, Perla, Hortolana, Velatera, Favada y Culebra.
En 2012 la ganadería apuesta por el turismo adecuando la finca El racó de Séneca para una capacidad de 250 personas. En Cataluña se prohíbe el turismo en las fincas obligando así a los ganaderos a reducir el nombre de reses a 25 madres y dos toros. Dicha prohibición queda anulada en el 2016 y a partir de ahí deciden impulsar y poner en valor la cría del toro bravo en extensivo mediante charlas.
En 2019 la Generalidad de Cataluña asignó a Paco Palmer Margalef la gestión de la Illa de Vinallop, también conocida como Illa dels Bous, en la localidad de Vinallop (Tarragona). Es una isla fluvial situada cerca de la desembocadura del río Ebro la cual está considerada patrimonio natural. Es la única colonia de toros salvajes, con un total de 22 cabezas, en Cataluña, siendo así un símbolo del territorio y un lugar único en el mundo.
Actualmente Paco Margalef es el presidente de la Associació de Criadors de Brau, formada por distintos ganaderos y ganaderas del territorio. La anterior pertenece al proyecto UNESCO Gent de biou para poner en valor las culturas taurinas en ecosistemas de río en el Mediterráneo. Este proyecto está impulsado por el Ministerio de Cultura francés e incluye a las Tierras del Ebro, La Camarga francesa y la Maremma italiana.
Desde la asociación reivindican el toro bravo como uno de los principales gestores de los ecosistemas y conservador de la biodiversidad en los parques naturales de Els Ports Tortosa-Beseit y del parque natural del Delta del Ebro.

## Características de la Ganadería
Actualmente la ganadería cuenta con un total de 27 vacas de vientre y 3 toros, además de eralas y añojas, que suman un total de 50 cabezas. La morfología predominante de las reses es similar a la casta Navarra, o casta del Ebro, y tiene variedad de pelajes, entre ellos negro, negro mulato, colorado o cárdeno. La reciente incorporación de un semental jabonero ha dado lugar a varios animales de ese mismo pelaje. Hay una gran variedad de cornamentas, aunque las más características son cornipasas y cornivueltas.
Por lo que respecta a su comportamiento son vacas con un fuerte temperamento y una buena resistencia, muy requerida en los festejos Populares. 

## Animales Célebres

### Vacas
| Nombre                                             | Características | Referencias   |
| -------------------------------------------------- | --- | ------------- |
| Hortolana                                          | negra listona de capa, vivó durante el principio del siglo XX y quitó la vida a tres personas durante sus actuaciones. | [ 10 ]        |
| Perla                                              | (n.º 26) negra de capa, vivió durante los años 60 y pasó a la historia como una de las estrellas de la ganadería. | [ 11 ]        |
| Torera y Romera                                    | destacaron en los años 80. | [ 10 ]        |
| Campeona, Faraona, Fanfarrona, Macarena y Pajarita | destacaron en los años 90. |               |
| Pantera                                            | (n.º 317) colorada y caranegra de capa, dejó muy buenas actuaciones de las cuales destacan las de Salzadella (2011) y la Vall de Uxó (2012).                                                                                 | [ 12 ]        |
| Loca                                               | (n.º 429) premiada como mejor vaca en Puzol en el año 2010 y en Onda en 2012. | [ 13 ] [ 14 ] |
| Mejicana                                           | (n.º 8) cabe destacar las actuaciones que realizó en Els Valentins (2006), en la Pascua taurina de Onda (2008), en Segorbe (2010) y en La Vall d’Uxó (2012) Fue premiada como mejor vaca en Amposta en los años 2006 y 2009. | [ 15 ]        |

### Toros[16][17]
| Nombre    | Características |
| --------- | --- |
| Navarro   | negro de capa, exhibido en Catí en el 1960 dejó a su paso tres heridos graves. |
| Templado  | ( n.º 25) cárdeno de capa. Fue exhibido en la localidad de San Juan de Moró en los años 80. Debido a su bravura y gran actuación, el pueblo de San Juan de Moró, el cual sacrificaba a todos los toros que se exhibían después de la actuación, decidió “indultar” al astado. |
| Pistonero | cárdeno de capa, realizó una gran actuación en la plaza de Amposta (Tarragona) a finales de los años 90. |
| Coronel   | (n.º 1) negro de capa, recibió el premio a mejor toro en Amposta (2006). Además dejó muy buenas actuaciones, entre ellas en La Llosa (2007) y en la Pascua taurina de Onda (2008).                                                                                            |
| Cerrajero | (n.º 6) fue premiado a mejor toro en puntas en Puzol el año 2010. |
| Llavero   | (n.º 2) fue premiado a mejor toro en puntas en Puzol en el año 2011. |